# Tipula incarnata
Tipula incarnata är en tvåvingeart som först beskrevs av Carl von Linné 1767.  Tipula incarnata ingår i släktet Tipula, ordningen tvåvingar, klassen egentliga insekter, fylumet leddjur och riket djur.
Artens utbredningsområde är Sverige. Inga underarter finns listade i Catalogue of Life.